# 柯林·蒙哥馬利
柯林·蒙哥馬利，OBE（Colin Montgomerie，1963年6月23日—）是一位蘇格蘭職業高爾夫球選手。出生在蘇格蘭的格拉斯哥。迄今為止，他已經獲得了31個PGA歐洲巡迴賽冠軍。此外在萊德盃上也有很好的表現。

## 外部連結
- 官方網站 （页面存档备份，存于）
- PGA歐洲巡迴賽網站上的介紹
- PGA巡迴賽網站上的介紹 （页面存档备份，存于）